# Důstojnický dům (Hradec Králové)
Důstojnický dům (též štábní dům) je dům z 18. století, který byl určen pro ubytování důstojníků v pevnosti Hradec Králové. Dům se nachází v Hradci Králové v ulici V Kopečku čp. 81–82.

## Historie
Původně klasicistní dům pochází z období 1787–97 (1778–80). Kromě poskytování ubytování sloužil také jako sídlo správy a údržby pevnosti. I po roce 1890, když dům odkoupilo město, v něm stále sídlily vojenské orgány. Až v roce 1910 došlo ke změně účelu budovy: vznikly v ní kanceláře, skladiště a dílny. V roce 1920 se do objektu nastěhovalo doplňovací okresní vojenské velitelství. V roce 1922 pak se ve sklepních prostorách objevila vinárna. V roce 1930 zakoupila dům Spořitelna Královéhradecká, a to s i částí zahrad sousedního Adalbertina, a plánovala v těchto místech postavit novou budovu. Doplňovací okresní vojenské velitelství se tedy muselo vystěhovat, k realizaci stavebního záměru spořitelny ale nikdy nedošlo. V roce 1933 byl v přízemí zřízen útulek pro nezaměstnaný dorost, ve 30. letech tu také vznikla kancelář Národní gardy. V 50. letech 20. století dům převzala po Spořitelně Královéhradecké její nástupnická organizace, Státní spořitelna, a ta zajistila v roce 1958 rekonstrukci celého objektu. V roce 1968 v objektu krátce fungovalo bistro, v roce 1972 pak byla ve sklepních prostorách obnovena vinárna a v letech 1982–83 v přízemí sídlil Československý zahrádkářský a ovocnářský svaz. V roce 1991 ukončila vinárna provoz. Dům poté několikrát změnil majitele.
V roce 2000 byla zahájena kompletní rekonstrukce objektu a proběhl i záchranný archeologický průzkum. Ukázalo se, že dům je založen na pozůstatcích dolní hradby středověkého městského opevnění ze 14. století.

## Architektura
Dům je jednopatrový, se suterénem. Vstup je z ulice V Kopečku. Střecha je sedlová, krytá bobrovkami. Střešní vikýře jsou novodobé. Západní průčelí je šestiosé, obě boční jsou trojosá. Fasáda je velmi jednoduchá, členěná pouze římsami. Okna jsou lemována plochými šambránami.